# Mistrzostwa Świata w Saneczkarstwie 2020
49. Mistrzostwa świata w saneczkarstwie 2020 odbyły się w dniach 14–16 lutego w rosyjskim Soczi. Rozegranych zostało siedem konkurencji: sprint jedynek kobiet, jedynki kobiet, sprint jedynek mężczyzn, jedynki mężczyzn, sprint dwójek mężczyzn, dwójki mężczyzn oraz zawody drużynowe.

## Terminarz
| Data           | Miejscowość | Konkurencja               | Złoto                                                                  | Srebro                                                                | Brąz                                                                              |
| -------------- | ----------- | ------------------------- | ---------------------------------------------------------------------- | --------------------------------------------------------------------- | --------------------------------------------------------------------------------- |
| 14 lutego 2020 | Soczi       | Jedynki kobiet – sprint   | Jekaterina Katnikowa                                                   | Tatjana Iwanowa                                                       | Elīza Cauce                                                                       |
| 14 lutego 2020 | Soczi       | Jedynki mężczyzn – sprint | Roman Riepiłow                                                         | David Gleirscher                                                      | Dominik Fischnaller                                                               |
| 14 lutego 2020 | Soczi       | Dwójki mężczyzn – sprint  | Rosja Aleksandr Dienisjew · Władisław Antonow                          | Włochy Emanuel Rieder · Simon Kainzwaldner                            | Niemcy Tobias Wendl · Tobias Arlt                                                 |
| 15 lutego 2020 | Soczi       | Jedynki kobiet            | Jekaterina Katnikowa                                                   | Julia Taubitz                                                         | Wiktoria Diemczenko                                                               |
| 16 lutego 2020 | Soczi       | Jedynki mężczyzn          | Roman Riepiłow                                                         | Jonas Müller                                                          | Wolfgang Kindl                                                                    |
| 15 lutego 2020 | Soczi       | Dwójki mężczyzn           | Niemcy Toni Eggert · Sascha Benecken                                   | Rosja Aleksandr Dienisjew · Władisław Antonow                         | Niemcy Tobias Wendl · Tobias Arlt                                                 |
| 16 lutego 2020 | Soczi       | Sztafeta mieszana         | Niemcy Julia Taubitz · Johannes Ludwig · Toni Eggert · Sascha Benecken | Łotwa Kendija Aparjode · Kristers Aparjods · Andris Šics · Juris Šics | Stany Zjednoczone Summer Britcher · Tucker West · Chris Mazdzer · Jayson Terdiman |

## Wyniki

### Sprint mężczyzn
| Pozycja | Numer startowy | Zawodnik                | Kraj              | Kwalifikacje | Kwalifikacje | Finał                             | Finał                             |
| Pozycja | Numer startowy | Zawodnik                | Kraj              | Czas         | Pozycja      | Czas                              | Strata                            |
| ------- | -------------- | ----------------------- | ----------------- | ------------ | ------------ | --------------------------------- | --------------------------------- |
|         | 15             | Roman Riepiłow          | Rosja             | 35.404       | 9            | 34.901                            |                                   |
|         | 12             | David Gleirscher        | Austria           | 35.195       | 3            | 34.907                            | +0.006                            |
|         | 14             | Dominik Fischnaller     | Włochy            | 35.289       | 8            | 34.959                            | +0.058                            |
| 4       | 18             | Aleksander Gorbaczewicz | Rosja             | 35.234       | 4            | 34.970                            | +0.069                            |
| 5       | 10             | Jonas Müller            | Austria           | 35.240       | 5            | 34.988                            | +0.087                            |
| 6       | 16             | Maksim Arawin           | Rosja             | 35.248       | 6            | 34.994                            | +0.093                            |
| 7       | 4              | Kristers Aparjods       | Łotwa             | 35.074       | 1            | 35.025                            | +0.124                            |
| 8       | 7              | Wolfgang Kindl          | Austria           | 35.272       | 7            | 35.043                            | +0.142                            |
| 9       | 9              | Reinhard Egger          | Austria           | 35.515       | 15           | 35.047                            | +0.146                            |
| 10      | 22             | Jozef Ninis             | Słowacja          | 35.423       | 10           | 35.087                            | +0.186                            |
| 11      | 13             | Siemion Pawliczenko     | Rosja             | 35.164       | 2            | 35.091                            | +0.190                            |
| 12      | 2              | Kevin Fischnaller       | Włochy            | 35.432       | 11           | 35.168                            | +0.267                            |
| 13      | 8              | Felix Loch              | Niemcy            | 35.455       | 12           | 35.223                            | +0.322                            |
| 14      | 21             | Sebastian Bley          | Niemcy            | 35.455       | 12           | 35.255                            | +0.354                            |
| 15      | 17             | Riks Rozītis            | Łotwa             | 35.472       | 14           | 35.764                            | +0.863                            |
| 16      | 19             | Jonathan Gustafson      | Stany Zjednoczone | 35.558       | 16           | Nie zakwalifikowali się do finału | Nie zakwalifikowali się do finału |
| 17      | 3              | Inārs Kivlenieks        | Łotwa             | 35.585       | 17           | Nie zakwalifikowali się do finału | Nie zakwalifikowali się do finału |
| 18      | 11             | Johannes Ludwig         | Niemcy            | 35.612       | 18           | Nie zakwalifikowali się do finału | Nie zakwalifikowali się do finału |
| 19      | 1              | Chris Mazdzer           | Stany Zjednoczone | 35.622       | 19           | Nie zakwalifikowali się do finału | Nie zakwalifikowali się do finału |
| 20      | 20             | Arturs Dārznieks        | Łotwa             | 35.662       | 20           | Nie zakwalifikowali się do finału | Nie zakwalifikowali się do finału |
| 21      | 24             | Valentin Crețu          | Rumunia           | 35.667       | 21           | Nie zakwalifikowali się do finału | Nie zakwalifikowali się do finału |
| 22      | 23             | Mateusz Sochowicz       | Polska            | 35.736       | 22           | Nie zakwalifikowali się do finału | Nie zakwalifikowali się do finału |
| 23      | 6              | Max Langenhan           | Niemcy            | 35.778       | 23           | Nie zakwalifikowali się do finału | Nie zakwalifikowali się do finału |
| 24      | 5              | Tucker West             | Stany Zjednoczone | 35.781       | 24           | Nie zakwalifikowali się do finału | Nie zakwalifikowali się do finału |
| 25      | 33             | Aleksiej Dmitriew       | Kazachstan        | 35.901       | 25           | Nie zakwalifikowali się do finału | Nie zakwalifikowali się do finału |
| 26      | 25             | Jakub Šimoňák           | Słowacja          | 35.902       | 26           | Nie zakwalifikowali się do finału | Nie zakwalifikowali się do finału |
| 27      | 27             | Svante Kohala           | Szwecja           | 35.982       | 27           | Nie zakwalifikowali się do finału | Nie zakwalifikowali się do finału |
| 28      | 26             | Alexander Ferlazzo      | Australia         | 35.986       | 28           | Nie zakwalifikowali się do finału | Nie zakwalifikowali się do finału |
| 29      | 32             | Aleksander Dmitriew     | Kazachstan        | 36.013       | 29           | Nie zakwalifikowali się do finału | Nie zakwalifikowali się do finału |
| 30      | 30             | Theodor Turea           | Rumunia           | 36.046       | 30           | Nie zakwalifikowali się do finału | Nie zakwalifikowali się do finału |
| 31      | 29             | Kacper Tarnawski        | Polska            | 36.180       | 31           | Nie zakwalifikowali się do finału | Nie zakwalifikowali się do finału |
| 32      | 31             | Rupert Staudinger       | Wielka Brytania   | 36.246       | 32           | Nie zakwalifikowali się do finału | Nie zakwalifikowali się do finału |
| 33      | 34             | Lim Nam-kyu             | Korea Południowa  | 36.435       | 33           | Nie zakwalifikowali się do finału | Nie zakwalifikowali się do finału |
| 34      | 28             | Michael Lejsek          | Czechy            | 36.600       | 34           | Nie zakwalifikowali się do finału | Nie zakwalifikowali się do finału |

### Jedynki mężczyzn
| Pozycja | Numer startowy | Zawodnik                | Kraj              | Przejazd 1           | Pozycja                                       | Przejazd 2                                    | Pozycja                                       | Czas                                          | Strata                                        |
| ------- | -------------- | ----------------------- | ----------------- | -------------------- | --------------------------------------------- | --------------------------------------------- | --------------------------------------------- | --------------------------------------------- | --------------------------------------------- |
|         | 3              | Roman Riepiłow          | Rosja             | 51.513               | 2                                             | 51.586                                        | 2                                             | 1:43.099                                      |                                               |
|         | 16             | Jonas Müller            | Austria           | 51.564               | 4                                             | 51.567                                        | 1                                             | 1:43.131                                      | +0.032                                        |
|         | 15             | Wolfgang Kindl          | Austria           | 51.646               | 6                                             | 51.655                                        | 4                                             | 1:43.301                                      | +0.202                                        |
| 4       | 2              | Johannes Ludwig         | Niemcy            | 51.539               | 3                                             | 51.786                                        | 7                                             | 1:43.325                                      | +0.226                                        |
| 5       | 11             | Kristers Aparjods       | Łotwa             | 51.768               | 11                                            | 51.614                                        | 3                                             | 1:43.382                                      | +0.283                                        |
| 6       | 1              | Aleksander Gorbaczewicz | Rosja             | 51.610               | 5                                             | 51.811                                        | 9                                             | 1:43.421                                      | +0.322                                        |
| 7       | 5              | Siemion Pawliczenko     | Rosja             | 51.663               | 7                                             | 51.790                                        | 8                                             | 1:43.453                                      | +0.354                                        |
| 8       | 13             | Kevin Fischnaller       | Włochy            | 51.762               | 9                                             | 51.760                                        | 6                                             | 1:43.522                                      | +0.423                                        |
| 9       | 10             | Felix Loch              | Niemcy            | 51.726               | 8                                             | 51.817                                        | 10                                            | 1:43.543                                      | +0.444                                        |
| 10      | 6              | Dominik Fischnaller     | Włochy            | 51.878               | 15                                            | 51.706                                        | 5                                             | 1:43.584                                      | +0.485                                        |
| 11      | 9              | Maksim Arawin           | Rosja             | 51.763               | 10                                            | 51.890                                        | 11                                            | 1:43.653                                      | +0.554                                        |
| 12      | 17             | Jozef Ninis             | Słowacja          | 51.831               | 13                                            | 51.906                                        | 12                                            | 1:43.737                                      | +0.638                                        |
| 13      | 4              | Inārs Kivlenieks        | Łotwa             | 51.838               | 14                                            | 51.967                                        | 16                                            | 1:43.805                                      | +0.706                                        |
| 14      | 20             | Tucker West             | Stany Zjednoczone | 51.976               | 16                                            | 51.908                                        | 13                                            | 1:43.884                                      | +0.785                                        |
| 15      | 18             | Riks Rozītis            | Łotwa             | 52.088               | 19                                            | 51.929                                        | 15                                            | 1:44.017                                      | +0.918                                        |
| 16      | 21             | Sebastian Bley          | Niemcy            | 52.176               | 20                                            | 51.916                                        | 14                                            | 1:44.092                                      | +0.993                                        |
| 17      | 22             | Jonathan Gustafson      | Stany Zjednoczone | 52.069               | 18                                            | 52.093                                        | 17                                            | 1:44.162                                      | +1.063                                        |
| 18      | 12             | Arturs Dārznieks        | Łotwa             | 52.208               | 21                                            | 52.113                                        | 18                                            | 1:44.321                                      | +1.222                                        |
| 19      | 19             | Chris Mazdzer           | Stany Zjednoczone | 52.057               | 17                                            | 52.317                                        | 20                                            | 1:44.374                                      | +1.275                                        |
| 20      | 30             | Valentin Crețu          | Rumunia           | 52.459               | 24                                            | 52.206                                        | 19                                            | 1:44.665                                      | +1.566                                        |
| 21      | 8              | Max Langenhan           | Niemcy            | 52.450               | 23                                            | 52.319                                        | 21                                            | 1:44.769                                      | +1.670                                        |
| 22      | 23             | Mateusz Sochowicz       | Polska            | 52.401               | 22                                            | 52.468                                        | 22                                            | 1:44.869                                      | +1.770                                        |
| 23      | 26             | Aleksander Dmitriew     | Kazachstan        | 52.572               | 25                                            | 52.833                                        | 23                                            | 1:45.405                                      | +2.306                                        |
| 24      | 14             | Reinhard Egger          | Austria           | 51.795               | 12                                            | 1:04.038                                      | 24                                            | 1:55.833                                      | +12.734                                       |
| 25      | 28             | Svante Kohala           | Szwecja           | 52.775               | Nie zakwalifikowali się do drugiego przejazdu | Nie zakwalifikowali się do drugiego przejazdu | Nie zakwalifikowali się do drugiego przejazdu | Nie zakwalifikowali się do drugiego przejazdu | Nie zakwalifikowali się do drugiego przejazdu |
| 26      | 25             | Jakub Šimoňák           | Słowacja          | 53.014               | Nie zakwalifikowali się do drugiego przejazdu | Nie zakwalifikowali się do drugiego przejazdu | Nie zakwalifikowali się do drugiego przejazdu | Nie zakwalifikowali się do drugiego przejazdu | Nie zakwalifikowali się do drugiego przejazdu |
| 27      | 24             | Alexander Ferlazzo      | Australia         | 53.065               | Nie zakwalifikowali się do drugiego przejazdu | Nie zakwalifikowali się do drugiego przejazdu | Nie zakwalifikowali się do drugiego przejazdu | Nie zakwalifikowali się do drugiego przejazdu | Nie zakwalifikowali się do drugiego przejazdu |
| 28      | 29             | Kacper Tarnawski        | Polska            | 53.079               | Nie zakwalifikowali się do drugiego przejazdu | Nie zakwalifikowali się do drugiego przejazdu | Nie zakwalifikowali się do drugiego przejazdu | Nie zakwalifikowali się do drugiego przejazdu | Nie zakwalifikowali się do drugiego przejazdu |
| 29      | 34             | Michael Lejsek          | Czechy            | 53.187               | Nie zakwalifikowali się do drugiego przejazdu | Nie zakwalifikowali się do drugiego przejazdu | Nie zakwalifikowali się do drugiego przejazdu | Nie zakwalifikowali się do drugiego przejazdu | Nie zakwalifikowali się do drugiego przejazdu |
| 30      | 33             | Lim Nam-kyu             | Korea Południowa  | 53.296               | Nie zakwalifikowali się do drugiego przejazdu | Nie zakwalifikowali się do drugiego przejazdu | Nie zakwalifikowali się do drugiego przejazdu | Nie zakwalifikowali się do drugiego przejazdu | Nie zakwalifikowali się do drugiego przejazdu |
| 31      | 32             | Rupert Staudinger       | Wielka Brytania   | 53.314               | Nie zakwalifikowali się do drugiego przejazdu | Nie zakwalifikowali się do drugiego przejazdu | Nie zakwalifikowali się do drugiego przejazdu | Nie zakwalifikowali się do drugiego przejazdu | Nie zakwalifikowali się do drugiego przejazdu |
| 32      | 31             | Theodor Turea           | Rumunia           | 53.416               | Nie zakwalifikowali się do drugiego przejazdu | Nie zakwalifikowali się do drugiego przejazdu | Nie zakwalifikowali się do drugiego przejazdu | Nie zakwalifikowali się do drugiego przejazdu | Nie zakwalifikowali się do drugiego przejazdu |
| 33      | 27             | Aleksiej Dmitriew       | Kazachstan        | 54.377               | Nie zakwalifikowali się do drugiego przejazdu | Nie zakwalifikowali się do drugiego przejazdu | Nie zakwalifikowali się do drugiego przejazdu | Nie zakwalifikowali się do drugiego przejazdu | Nie zakwalifikowali się do drugiego przejazdu |
| DNF     | 7              | David Gleirscher        | Austria           | 51.466 (rekord toru) | 1                                             | Nie ukończył                                  | Nie ukończył                                  | Nie ukończył                                  | Nie ukończył                                  |

### Sprint kobiet
| Pozycja | Numer startowy | Zawodniczka          | Kraj              | Kwalifikacje         | Kwalifikacje         | Finał                             | Finał                             |
| Pozycja | Numer startowy | Zawodniczka          | Kraj              | Czas                 | Pozycja              | Czas                              | Strata                            |
| ------- | -------------- | -------------------- | ----------------- | -------------------- | -------------------- | --------------------------------- | --------------------------------- |
|         | 11             | Jekaterina Katnikowa | Rosja             | 31.337               | 2                    | 31.105                            |                                   |
|         | 15             | Tatjana Iwanowa      | Rosja             | 31.398               | 3                    | 31.113                            | +0.008                            |
|         | 4              | Elīza Cauce          | Łotwa             | 31.613               | 11                   | 31.142                            | +0.037                            |
| 4       | 14             | Julia Taubitz        | Niemcy            | 31.455               | 4                    | 31.159                            | +0.054                            |
| 5       | 13             | Wiktoria Diemczenko  | Rosja             | 31.325               | 1                    | 31.173                            | +0.068                            |
| 6       | 8              | Kendija Aparjode     | Łotwa             | 31.499               | 6                    | 31.262                            | +0.157                            |
| 7       | 10             | Summer Britcher      | Stany Zjednoczone | 31.594               | 10                   | 31.281                            | +0.176                            |
| 8       | 17             | Olesia Michajlenko   | Rosja             | 31.555               | 8                    | 31.287                            | +0.182                            |
| 9       | 12             | Anna Berreiter       | Niemcy            | 31.473               | 5                    | 31.292                            | +0.187                            |
| 10      | 7              | Cheyenne Rosenthal   | Niemcy            | 31.635               | 12                   | 31.394                            | +0.289                            |
| 11      | 3              | Ulla Zirne           | Łotwa             | 31.525               | 7                    | 31.418                            | +0.313                            |
| 12      | 2              | Ashley Farquharson   | Stany Zjednoczone | 31.558               | 9                    | 31.476                            | +0.371                            |
| 13      | 22             | Verena Hofer         | Włochy            | 31.708               | 15                   | 31.505                            | +0.400                            |
| 14      | 6              | Natalie Maag         | Szwajcaria        | 31.648               | 14                   | 31.569                            | +0.464                            |
| 15      | 5              | Madeleine Egle       | Austria           | 31.639               | 13                   | 32.410                            | +1.305                            |
| 16      | 19             | Marion Oberhofer     | Włochy            | 31.737               | 16                   | Nie zakwalifikowały się do finału | Nie zakwalifikowały się do finału |
| 17      | 21             | Lisa Schulte         | Austria           | 31.776               | 17                   | Nie zakwalifikowały się do finału | Nie zakwalifikowały się do finału |
| 18      | 16             | Brittney Arndt       | Stany Zjednoczone | 31.845               | 18                   | Nie zakwalifikowały się do finału | Nie zakwalifikowały się do finału |
| 19      | 23             | Nina Zöggeler        | Włochy            | 32.030               | 19                   | Nie zakwalifikowały się do finału | Nie zakwalifikowały się do finału |
| 20      | 1              | Raluca Strămăturaru  | Rumunia           | 32.032               | 20                   | Nie zakwalifikowały się do finału | Nie zakwalifikowały się do finału |
| 21      | 9              | Andrea Vötter        | Włochy            | 32.059               | 21                   | Nie zakwalifikowały się do finału | Nie zakwalifikowały się do finału |
| 22      | 20             | Klaudia Domaradzka   | Polska            | 32.062               | 22                   | Nie zakwalifikowały się do finału | Nie zakwalifikowały się do finału |
| 22      | 18             | Katarína Šimoňáková  | Słowacja          | 32.062               | 22                   | Nie zakwalifikowały się do finału | Nie zakwalifikowały się do finału |
| 24      | 29             | Aileen Frisch        | Korea Południowa  | 32.179               | 24                   | Nie zakwalifikowały się do finału | Nie zakwalifikowały się do finału |
| 25      | 24             | Michaela Maršíková   | Czechy            | 32.408               | 25                   | Nie zakwalifikowały się do finału | Nie zakwalifikowały się do finału |
| 26      | 27             | Jung Hye-sun         | Korea Południowa  | 32.719               | 26                   | Nie zakwalifikowały się do finału | Nie zakwalifikowały się do finału |
| 27      | 25             | Daria Obratov        | Holandia          | 32.874               | 27                   | Nie zakwalifikowały się do finału | Nie zakwalifikowały się do finału |
| 28      | 26             | Dania Obratov        | Holandia          | 33.496               | 28                   | Nie zakwalifikowały się do finału | Nie zakwalifikowały się do finału |
| DNF     | 28             | Tatiana Salnikowa    | Kazachstan        | Nie ukończyła ślizgu | Nie ukończyła ślizgu | Nie zakwalifikowały się do finału | Nie zakwalifikowały się do finału |

### Jedynki kobiet
| Pozycja | Numer startowy | Zawodniczka          | Kraj              | Przejazd 1    | Pozycja       | Przejazd 2                                    | Pozycja                                       | Czas                                          | Strata                                        |
| ------- | -------------- | -------------------- | ----------------- | ------------- | ------------- | --------------------------------------------- | --------------------------------------------- | --------------------------------------------- | --------------------------------------------- |
|         | 9              | Jekaterina Katnikowa | Rosja             | 49.755        | 1             | 49.643                                        | 2                                             | 1:39.398                                      |                                               |
|         | 6              | Julia Taubitz        | Niemcy            | 49.891        | 4             | 49.601 (Rekord Toru)                          | 1                                             | 1:39.492                                      | +0.094                                        |
|         | 5              | Wiktoria Diemczenko  | Rosja             | 49.828        | 2             | 49.709                                        | 4                                             | 1:39.537                                      | +0.139                                        |
| 4       | 7              | Kendija Aparjode     | Łotwa             | 49.955        | 6             | 49.871                                        | 5                                             | 1:39.826                                      | +0.428                                        |
| 5       | 2              | Tatjana Iwanowa      | Rosja             | 50.172        | 13            | 49.665                                        | 3                                             | 1:39.837                                      | +0.439                                        |
| 6       | 4              | Anna Berreiter       | Niemcy            | 49.920        | 5             | 49.958                                        | 8                                             | 1:39.878                                      | +0.480                                        |
| 7       | 1              | Summer Britcher      | Stany Zjednoczone | 50.022        | 8             | 49.943                                        | 7                                             | 1:39.965                                      | +0.567                                        |
| 8       | 14             | Cheyenne Rosenthal   | Niemcy            | 50.079        | 11            | 49.966                                        | 9                                             | 1:40.045                                      | +0.647                                        |
| 9       | 11             | Ulla Zirne           | Łotwa             | 50.073        | 10            | 49.984                                        | 10                                            | 1:40.057                                      | +0.659                                        |
| 10      | 10             | Andrea Vötter        | Włochy            | 50.008        | 7             | 50.053                                        | 11                                            | 1:40.061                                      | +0.663                                        |
| 11      | 3              | Madeleine Egle       | Austria           | 50.043        | 9             | 50.088                                        | 12                                            | 1:40.131                                      | +0.733                                        |
| 12      | 16             | Ashley Farquharson   | Stany Zjednoczone | 50.202        | 14            | 49.934                                        | 6                                             | 1:40.136                                      | +0.738                                        |
| 13      | 12             | Natalie Maag         | Szwajcaria        | 50.170        | 12            | 50.188                                        | 15                                            | 1:40.358                                      | +0.960                                        |
| 14      | 8              | Elīza Cauce          | Łotwa             | 49.841        | 3             | 50.616                                        | 18                                            | 1:40.457                                      | +1.059                                        |
| 15      | 17             | Verena Hofer         | Włochy            | 50.383        | 16            | 50.181                                        | 13                                            | 1:40.564                                      | +1.166                                        |
| 16      | 15             | Lisa Schulte         | Austria           | 50.370        | 15            | 50.195                                        | 16                                            | 1:40.565                                      | +1.167                                        |
| 17      | 18             | Brittney Arndt       | Stany Zjednoczone | 50.412        | 17            | 50.184                                        | 14                                            | 1:40.596                                      | +1.198                                        |
| 18      | 19             | Marion Oberhofer     | Włochy            | 50.436        | 18            | 50.222                                        | 17                                            | 1:40.658                                      | +1.260                                        |
| 19      | 21             | Nina Zöggeler        | Włochy            | 50.730        | 20            | 50.688                                        | 19                                            | 1:41.418                                      | +2.020                                        |
| 20      | 22             | Raluca Strămăturaru  | Rumunia           | 50.641        | 19            | 50.943                                        | 20                                            | 1:41.584                                      | +2.186                                        |
| 21      | 24             | Aileen Frisch        | Korea Południowa  | 50.803        | 21            | Nie zakwalifikowały się do drugiego przejazdu | Nie zakwalifikowały się do drugiego przejazdu | Nie zakwalifikowały się do drugiego przejazdu | Nie zakwalifikowały się do drugiego przejazdu |
| 22      | 20             | Klaudia Domaradzka   | Polska            | 50.843        | 22            | Nie zakwalifikowały się do drugiego przejazdu | Nie zakwalifikowały się do drugiego przejazdu | Nie zakwalifikowały się do drugiego przejazdu | Nie zakwalifikowały się do drugiego przejazdu |
| 23      | 27             | Michaela Maršíková   | Czechy            | 51.220        | 23            | Nie zakwalifikowały się do drugiego przejazdu | Nie zakwalifikowały się do drugiego przejazdu | Nie zakwalifikowały się do drugiego przejazdu | Nie zakwalifikowały się do drugiego przejazdu |
| 24      | 26             | Jung Hye-sun         | Korea Południowa  | 51.239        | 24            | Nie zakwalifikowały się do drugiego przejazdu | Nie zakwalifikowały się do drugiego przejazdu | Nie zakwalifikowały się do drugiego przejazdu | Nie zakwalifikowały się do drugiego przejazdu |
| 25      | 25             | Tatiana Salnikowa    | Kazachstan        | 51.252        | 25            | Nie zakwalifikowały się do drugiego przejazdu | Nie zakwalifikowały się do drugiego przejazdu | Nie zakwalifikowały się do drugiego przejazdu | Nie zakwalifikowały się do drugiego przejazdu |
| 26      | 29             | Dania Obratov        | Holandia          | 52.595        | 26            | Nie zakwalifikowały się do drugiego przejazdu | Nie zakwalifikowały się do drugiego przejazdu | Nie zakwalifikowały się do drugiego przejazdu | Nie zakwalifikowały się do drugiego przejazdu |
| 27      | 28             | Daria Obratov        | Holandia          | 53.187        | 27            | Nie zakwalifikowały się do drugiego przejazdu | Nie zakwalifikowały się do drugiego przejazdu | Nie zakwalifikowały się do drugiego przejazdu | Nie zakwalifikowały się do drugiego przejazdu |
| 28      | 13             | Olesia Michajlenko   | Rosja             | 57.041        | 28            | Nie zakwalifikowały się do drugiego przejazdu | Nie zakwalifikowały się do drugiego przejazdu | Nie zakwalifikowały się do drugiego przejazdu | Nie zakwalifikowały się do drugiego przejazdu |
| DNF     | 23             | Katarína Šimoňáková  | Słowacja          | Nie ukończyła | Nie ukończyła | Nie zakwalifikowały się do drugiego przejazdu | Nie zakwalifikowały się do drugiego przejazdu | Nie zakwalifikowały się do drugiego przejazdu | Nie zakwalifikowały się do drugiego przejazdu |

### Sprint dwójek
| Pozycja | Numer startowy | Zawodnicy                             | Kraj              | Kwalifikacje | Kwalifikacje | Finał                             | Finał                             |
| Pozycja | Numer startowy | Zawodnicy                             | Kraj              | Czas         | Pozycja      | Czas                              | Strata                            |
| ------- | -------------- | ------------------------------------- | ----------------- | ------------ | ------------ | --------------------------------- | --------------------------------- |
|         | 12             | Aleksandr Dienisjew Władisław Antonow | Rosja             | 31.564       | 8            | 31.281                            |                                   |
|         | 7              | Emanuel Rieder Simon Kainzwaldner     | Włochy            | 31.446       | 2            | 31.326                            | +0.045                            |
|         | 14             | Tobias Wendl Tobias Arlt              | Niemcy            | 31.583       | 10           | 31.362                            | +0.081                            |
| 4       | 15             | Toni Eggert Sascha Benecken           | Niemcy            | 31.280       | 1            | 31.363                            | +0.082                            |
| 5       | 8              | Wsewołod Kaszkin Konstantin Korszunow | Rosja             | 31.676       | 13           | 31.365                            | +0.084                            |
| 6       | 10             | Władisław Jużakow Jurij Prochorow     | Rosja             | 31.452       | 3            | 31.374                            | +0.093                            |
| 7       | 13             | Andris Šics Juris Šics                | Łotwa             | 31.453       | 4            | 31.404                            | +0.123                            |
| 8       | 2              | Yannick Müller Armin Frauscher        | Austria           | 31.487       | 5            | 31.447                            | +0.166                            |
| 9       | 16             | Chris Mazdzer Jayson Terdiman         | Stany Zjednoczone | 31.552       | 6            | 31.534                            | +0.253                            |
| 10      | 5              | Wojciech Chmielewski Jakub Kowalewski | Polska            | 31.896       | 14           | 31.880                            | +0.599                            |
| 11      | 4              | Ludwig Rieder Patrick Rastner         | Włochy            | 31.988       | 15           | 31.889                            | +0.608                            |
| 12      | 11             | Robin Johannes Geueke David Gamm      | Niemcy            | 31.661       | 12           | 32.158                            | +0.877                            |
| 13      | 6              | Kristens Putins Imants Marcinkēvičs   | Łotwa             | 31.605       | 11           | 32.221                            | +0.940                            |
| 14      | 9              | Oskars Gudramovičs Pēteris Kalniņš    | Łotwa             | 31.559       | 7            | 32.231                            | +0.950                            |
| 15      | 3              | Ivan Nagler Fabian Malleier           | Włochy            | 31.573       | 9            | 32.949                            | +1.668                            |
| 16      | 18             | Andriej Szander Siemion Mikow         | Kazachstan        | 32.059       | 16           | Nie zakwalifikowali się do finału | Nie zakwalifikowali się do finału |
| 17      | 19             | Tomáš Vaverčák Matej Zmij             | Słowacja          | 32.066       | 17           | Nie zakwalifikowali się do finału | Nie zakwalifikowali się do finału |
| 18      | 1              | Park Jin-yong Cho Jung-myung          | Korea Południowa  | 32.067       | 18           | Nie zakwalifikowali się do finału | Nie zakwalifikowali się do finału |
| 19      | 17             | Filip Vejdělek Zdeněk Pěkný           | Czechy            | 32.700       | 19           | Nie zakwalifikowali się do finału | Nie zakwalifikowali się do finału |

### Dwójki mężczyzn
| Pozycja | Numer startowy | Zawodnicy                             | Kraj              | Przejazd 1 | Pozycja | Przejazd 2                                    | Pozycja                                       | Czas                                          | Strata                                        |
| ------- | -------------- | ------------------------------------- | ----------------- | ---------- | ------- | --------------------------------------------- | --------------------------------------------- | --------------------------------------------- | --------------------------------------------- |
|         | 2              | Toni Eggert Sascha Benecken           | Niemcy            | 49.568     | 1       | 49.816                                        | 4                                             | 1:39.384                                      |                                               |
|         | 1              | Aleksandr Dienisjew Władisław Antonow | Rosja             | 49.723     | 3       | 49.765                                        | 2                                             | 1:39.488                                      | +0.104                                        |
|         | 6              | Tobias Wendl Tobias Arlt              | Niemcy            | 49.688     | 2       | 49.838                                        | 5                                             | 1:39.526                                      | +0.142                                        |
| 4       | 11             | Wsewołod Kaszkin Konstantin Korszunow | Rosja             | 49.774     | 4       | 49.813                                        | 3                                             | 1:39.587                                      | +0.203                                        |
| 5       | 12             | Emanuel Rieder Simon Kainzwaldner     | Włochy            | 49.842     | 12      | 49.842                                        | 6                                             | 1:39.684                                      | +0.300                                        |
| 6       | 9              | Władisław Jużakow Jurij Prochorow     | Rosja             | 49.875     | 6       | 49.845                                        | 7                                             | 1:39.720                                      | +0.336                                        |
| 7       | 5              | Oskars Gudramovičs Pēteris Kalniņš    | Łotwa             | 50.022     | 9       | 49.921                                        | 8                                             | 1:39.943                                      | +0.559                                        |
| 8       | 8              | Ivan Nagler Fabian Malleier           | Włochy            | 50.010     | 8       | 50.071                                        | 10                                            | 1:40.081                                      | +0.697                                        |
| 9       | 4              | Robin Johannes Geueke David Gamm      | Niemcy            | 50.001     | 7       | 50.137                                        | 11                                            | 1:40.138                                      | +0.754                                        |
| 10      | 3              | Andris Šics Juris Šics                | Łotwa             | 50.441     | 14      | 49.700                                        | 1                                             | 1:40.141                                      | +0.757                                        |
| 11      | 14             | Yannick Müller Armin Frauscher        | Austria           | 50.204     | 11      | 50.144                                        | 12                                            | 1:40.348                                      | +0.964                                        |
| 12      | 10             | Ludwig Rieder Patrick Rastner         | Włochy            | 50.308     | 12      | 50.223                                        | 13                                            | 1:40.531                                      | +1.147                                        |
| 13      | 7              | Wojciech Chmielewski Jakub Kowalewski | Polska            | 50.366     | 13      | 50.437                                        | 16                                            | 1:40.803                                      | +1.419                                        |
| 14      | 16             | Park Jin-yong Cho Jung-myung          | Korea Południowa  | 50.494     | 16      | 50.325                                        | 14                                            | 1:40.819                                      | +1.435                                        |
| 15      | 17             | Andriej Szander Siemion Mikow         | Kazachstan        | 50.473     | 15      | 50.415                                        | 15                                            | 1:40.888                                      | +1.504                                        |
| 16      | 13             | Kristens Putins Imants Marcinkēvičs   | Łotwa             | 51.178     | 18      | 49.960                                        | 9                                             | 1:41.138                                      | +1.754                                        |
| 17      | 18             | Tomáš Vaverčák Matej Zmij             | Słowacja          | 50.738     | 17      | 50.749                                        | 17                                            | 1:41.487                                      | +2.103                                        |
| 18      | 19             | Filip Vejdělek Zdeněk Pěkný           | Czechy            | 51.578     | 19      | Nie zakwalifikowali się do drugiego przejazdu | Nie zakwalifikowali się do drugiego przejazdu | Nie zakwalifikowali się do drugiego przejazdu | Nie zakwalifikowali się do drugiego przejazdu |
| DSQ     | 15             | Chris Mazdzer Jayson Terdiman         | Stany Zjednoczone | 50.114     | 10      | Dyskwalifikacja                               | Dyskwalifikacja                               | Dyskwalifikacja                               | Dyskwalifikacja                               |

### Drużynowo
| Pozycja | Numer startowy | Kraj                                                                                      | Czas                   | Strata          |
| ------- | -------------- | ----------------------------------------------------------------------------------------- | ---------------------- | --------------- |
|         | 10             | Niemcy · Julia Taubitz · Johannes Ludwig · Toni Eggert / Sascha Benecken                  | 2:44.213 (rekord toru) |                 |
|         | 9              | Łotwa · Kendija Aparjode · Kristers Aparjods · Andris Šics / Juris Šics                   | 2:44.534               | +0.321          |
|         | 5              | Stany Zjednoczone · Summer Britcher · Tucker West · Chris Mazdzer / Jayson Terdiman       | 2:44.557               | +0.344          |
| 4       | 7              | Włochy · Andrea Vötter · Dominik Fischnaller · Emanuel Rieder / Simon Kainzwaldner        | 2:44.607               | +0.394          |
| 5       | 8              | Austria · Madeleine Egle · Jonas Müller · Yannick Müller / Armin Frauscher                | 2:45.223               | +1.010          |
| 6       | 3              | Słowacja · Katarína Šimoňáková · Jozef Ninis · Tomáš Vaverčák / Matej Zmij                | 2:46.297               | +2.084          |
| 7       | 6              | Polska · Klaudia Domaradzka · Mateusz Sochowicz · Wojciech Chmielewski / Jakub Kowalewski | 2:46.872               | +2.659          |
| 8       | 4              | Korea Południowa · Aileen Frisch · Lim Nam-kyu · Park Jin-yong / Cho Jung-myung           | 2:48.041               | +3.828          |
| 9       | 1              | Czechy · Michaela Maršíková · Michael Lejsek · Filip Vejdělek / Zdeněk Pěkný              | 2:50.345               | +6.132          |
| –       | 2              | Kazachstan · Tatiana Salnikowa · Aleksander Dmitriew · Andriej Szander / Siemion Mikow    | Dyskwalifikacja        | Dyskwalifikacja |
| –       | 11             | Rosja · Jekaterina Katnikowa · Roman Riepiłow · Aleksandr Dienisjew / Władisław Antonow   | Dyskwalifikacja        | Dyskwalifikacja |

## Klasyfikacja medalowa
| Miejsce | Państwo           | złoto | srebro | brąz | Razem |
| ------- | ----------------- | ----- | ------ | ---- | ----- |
| 1.      | Rosja             | 5     | 2      | 1    | 8     |
| 2.      | Niemcy            | 2     | 1      | 2    | 5     |
| 3.      | Austria           | 0     | 2      | 1    | 3     |
| 4.      | Łotwa             | 0     | 1      | 1    | 2     |
| 4.      | Włochy            | 0     | 1      | 1    | 2     |
| 6.      | Stany Zjednoczone | 0     | 0      | 1    | 1     |